# Гарван (Тулћа)
Гарван (рум. Garvăn) насеље је у Румунији у округу Тулћа у општини Жижила. Oпштина се налази на надморској висини од 42 m.

## Становништво
Према подацима из 2002. године у насељу је живело 1460 становника, од којих су сви румунске националности.